# Manōlīs Mpertos
Manōlīs Mpertos (in greco: Μανώλης Μπέρτος; Xanthi, 13 maggio 1989) è un calciatore greco, difensore svincolato.